# Kurt van Haaren
Kurt van Haaren (* 19. Juli 1938 in Emmerich; † 13. Juli 2005 in Delmenhorst) war ein deutscher Gewerkschafter. Er war von 1982 bis 2001 Vorsitzender der Deutschen Postgewerkschaft (DPG).

## Leben
Van Haaren studierte nach seiner Ausbildung von 1953 bis 1955 zum Postjungboten mit einem Stipendium der Hans-Böckler-Stiftung an der Sozialakademie Dortmund. 1964 wurde van Haaren beim DPG-Bezirksvorstand in Düsseldorf Gewerkschaftssekretär. 1968 wechselte er als Tarifsekretär zum DPG-Hauptvorstand nach Frankfurt am Main. 1977 wurde er Vorsitzender des Bezirksvorstands Bremen/Weser-Ems und Mitglied des DPG-Hauptvorstands.
In den 1980er- und 1990er-Jahren engagierte er sich im Kampf der DPG gegen die Privatisierung der Deutschen Bundespost. Doch nicht nur in Deutschland war van Haaren aktiv, sondern auch in der internationalen Gewerkschaftspolitik. Als Präsident der Kommunikations-Internationale und der Union Network International (UNI) engagierte er sich für die weltweite Anerkennung der Rechte von Gewerkschafterinnen und Gewerkschaftern.
Kurt van Haaren war  2001 an der Gründung der neuen Gewerkschaft ver.di maßgeblich beteiligt.